# الحيط الشارف (أولاد سيدي الشيخ)
الحيط الشارف هو دُوَّار يقع بجماعة مهاية، عمالة مكناس، جهة فاس مكناس في المملكة المغربية. ينتمي الدوّار لمشيخة أولاد سيدي الشيخ التي تضم 16 دوار. يقدر عدد سكانه بـ 113 نسمة حسب الإحصاء الرسمي للسكان والسكنى لسنة 2004.

## روابط خارجية
- البوابة الوطنية للجماعات الترابية
- المندوبية السامية للتخطيط